# Sylvia Vrethammar
Eva Sylvia Vrethammar (* 22. August 1945 in Uddevalla, Schweden) ist eine schwedische Sängerin, die auch international aktiv ist. Ihre musikalische Bandbreite reicht von Pop, Schlager, Jazz, Swing, Samba bis hin zu Balladen.

## Leben und Werk
Sylvia wurde als Tochter von Britta und Harald Vrethammar in der westschwedischen Industriestadt Uddevalla geboren. Ihr Vater, ein Lehrer, war entfernt verwandt mit der Opernsängerin Christine Nilsson. Die Familie zog noch während Sylvias Kindheit nach Stockholm.
Als Kind wollte Vrethammar Konzertpianistin werden. Unter Astrid Berwald nahm sie später an Richard Anderssons Musikschule in Stockholm Klavierunterricht, den sie an der Königlich Schwedischen Musikakademie fortsetzte. Mit 16 Jahren trat sie erstmals auf Amateur-Musikfestivals auf und gewann einige Preise. Trotz ihrer musikalischen Begabung entschied sich Vrethammar nach dem Schulabschluss für ein Studium der Kinderpsychologie, das sie erfolgreich abschloss. 
1967 begann mit dem Rune Öfwerman Trio ihre Gesangskarriere. Im folgenden Jahr hatte sie ihren ersten Fernsehauftritt. 1969 erschien ihre erste Langspielplatte, Tycker om dej (Ich liebe dich), dessen Titellied sich erfolgreich in der schwedischen Hitparade platzierte. Das Album enthielt auch das Stück En lärling på våran gård (Ein Lehrling auf unserem Hof), eine Coverversion von Dusty Springfields Top-Ten-Hit Son of a Preacher Man.
1970 engagierte sie der Fernsehentertainer Lennart Hyland als Co-Moderatorin für seine Unterhaltungsshow Hylands hörna. Im selben Jahr trat sie auf dem internationalen Songfestival von Rio de Janeiro auf und tourte mit den brasilianischen Samba-Musikern Trio Pandeiros De Ouro durch Skandinavien. Dies brachte ihr den Beinamen „Sambamädchen“ ein. 1973 erschien unter ihrem Vornamen Sylvia ihre erfolgreichste Single: Eviva España/Y Viva Espania, ein populärer Sommerhit, mit dem bereits die belgische Sängerin Samantha, die norwegische Sängerin Gro Anita Schønn und Manolo Escobar Erfolg hatten. Dieses Lied nahm Vrethammar in einer englischen und einer schwedischen Version auf. Die englische Fassung verkaufte sich über eine Million Mal und erreichte 1974 Platz 4 der britischen Single-Charts. Im Spätsommer 1975 erschien die Nachfolgesingle Hasta la vista, die sich auf Platz 38 der britischen Single-Charts platzierte. 
Ab Mitte der 1970er Jahre trat Vrethammar auch im deutschen Fernsehen auf, darunter 1974 in der Reihe Hit-Journal und in der ZDF-Hitparade. 1977 wirkte sie in dem Fernsehfilm Ein Sommernachtsball von Ekkehard Böhmer mit. Vrethammar nahm fünfmal am Melodifestivalen teil, dem schwedischen Vorentscheid zum Grand Prix Eurovision de la chanson (Eurovision Song Contest), zuletzt 2002 mit dem Lied Hon är en annan nu (Sie ist jetzt eine andere; Platz 5 der dritten Vorrunde) und 2013 mit Trivialitet (vierte Vorrunde). In den letzten Jahren arbeitete sie unter anderem mit dem Jazz-Pianisten Jan Lundgren und seinem Trio zusammen, mit dem 2006 das in Vrethammars Wohnzimmer aufgenommene Album Champagne entstand. 2010 sang sie auf dem Album Svenska Tjejer von Kristian Anttila das Lied Magdalena (Livet före Döden; Leben vor dem Tod).

## Persönliches
Vrethammar heiratete 1980 den Jazzpianisten Rune Öfwerman, mit dessen Trio sie ihren musikalischen Durchbruch erreicht hatte. Die Ehe wurde 1990 geschieden. Anschließend lebte sie mit dem 13 Jahre jüngeren deutschen Komponisten und Produzenten Alexander Gietz 25 Jahre lang zusammen, ehe sie im Jahr 2015, einen Tag vor ihrem 70. Geburtstag, mit ihm die Ehe einging. Vrethammars Schwiegervater in ihrer zweiten Ehe war der Komponist Heinz Gietz, der bereits zu Anfang ihrer Karriere als Produzent für sie tätig gewesen war. Im Jahr 2003 wurde bei ihr ein hormonsensibler Brustkrebs diagnostiziert, was sie zehn Jahre später, nach Operation und Hormontherapie, öffentlich machte. Im Jahre 2012 bekannte sie im schwedischen Fernsehen, dass sie zwar ungewollt kinderlos sei, hiermit jedoch gut klarkomme, da sie sich durch ihren geliebten Partner sowie die Musik sehr bereichert fühle. Das Paar lebt in Lohmar nordöstlich von Bonn.

## Diskografie (Auswahl)
- 1969: Tycker om dej
- 1970: Sylvia
- 1971: Dansa samba med mej
- 1972: Gamla stan
- 1973: Jag sjunger för dej
- 1973: Eviva España
- 1974: Sylvia & Göran på Nya Bacchi (mit Göran Fristorp)
- 1975: Stardust & Sunshine
- 1976: Somebody loves you
- 1977: Frei wie Wind und Wolken
- 1977: Mach das nochmal
- 1977: Leenden i regn
- 1979: Chateau Sylvia
- 1980: In Goodmansland
- 1985: Rio de Janeiro blue
- 1990: Öppna dina ögon
- 1992: Ricardo
- 1999: Best of Sylvia
- 2002: Faller för dig
- 2005: Sommar! Samba! Sylvia!
- 2006: Champagne
- 2009: Te quiero (Sammelbox)
- 2013: Trivialitet
- 2014: MUSIK
- 2017: The girl from Uddevalla